# Tscherskia triton
Tscherskia triton є гризуном, який походить із Сибіру, Корейського півострова та Китаю. Це єдиний представник роду Tscherskia. Середовище проживання — сухі, відкриті регіони.

## Морфологічна характеристика
Вид досягає довжини голови й тулуба від 12 до 16 сантиметрів, плюс хвіст від 7 до 10 сантиметрів. Його хутро зверху сіре, а знизу біло-сіре. На спині може бути темна вугриста лінія, лапки і щоки білі. Зовні він схожий на Cricetulus, але значно більший і має міцніший череп.

## Поведінка
Самці виявляють високу агресію як у період розмноження, так і поза ним. Самиці в основному проявляють агресію поза періодом розмноження.
Про їхній спосіб життя відомо небагато. Ці тварини створюють вертикальні шахти, які ведуть до складів, де вони можуть зберігати велику кількість зерна. Ці накопичувачі можуть вміщувати до 35 літрів і іноді викопуються фермерами регіону для власного використання. Кажуть, що цей вид дуже агресивний, а також нападає та поїдає інших дрібних гризунів.